# Graphiurus angolensis
Graphiurus angolensis és una espècie de mamífer rosegador esciüromorf de la família Gliridae. És endèmic del centre i el nord d'Angola, i de l'oest de Zàmbia, i ha estat observat en 7 localitats diferents. La seu hàbitat natural són els boscos secs, subtropicals o tropicals. Se l'ha trobat de 1.000 a 2.000 metres d'altitud i, encara que la població exacta és desconeguda, no es pensa que sigui molt comú.